# Camillo Bertarelli
Camillo Bertarelli (Capaccio-Paestum, Campània, 10 de març de 1886 - Milà, 27 de novembre de 1982) va ser un ciclista italià, que va córrer entre 1908 i 1921. Durant la seva carrera esportiva no se li coneix cap victòria, però destaca una 8a posició final al Tour de França de 1913 que li serví per guanyar la categoria dels "isolés".

## Palmarès
- 1913
  - 8è al Tour de França. 1r de la categoria "isolés"
  - 14è al Giro d'Itàlia
- 1914
  - 37è al Tour de França
- 1916
  - 2n a la Volta a Llombardia